# Trefor

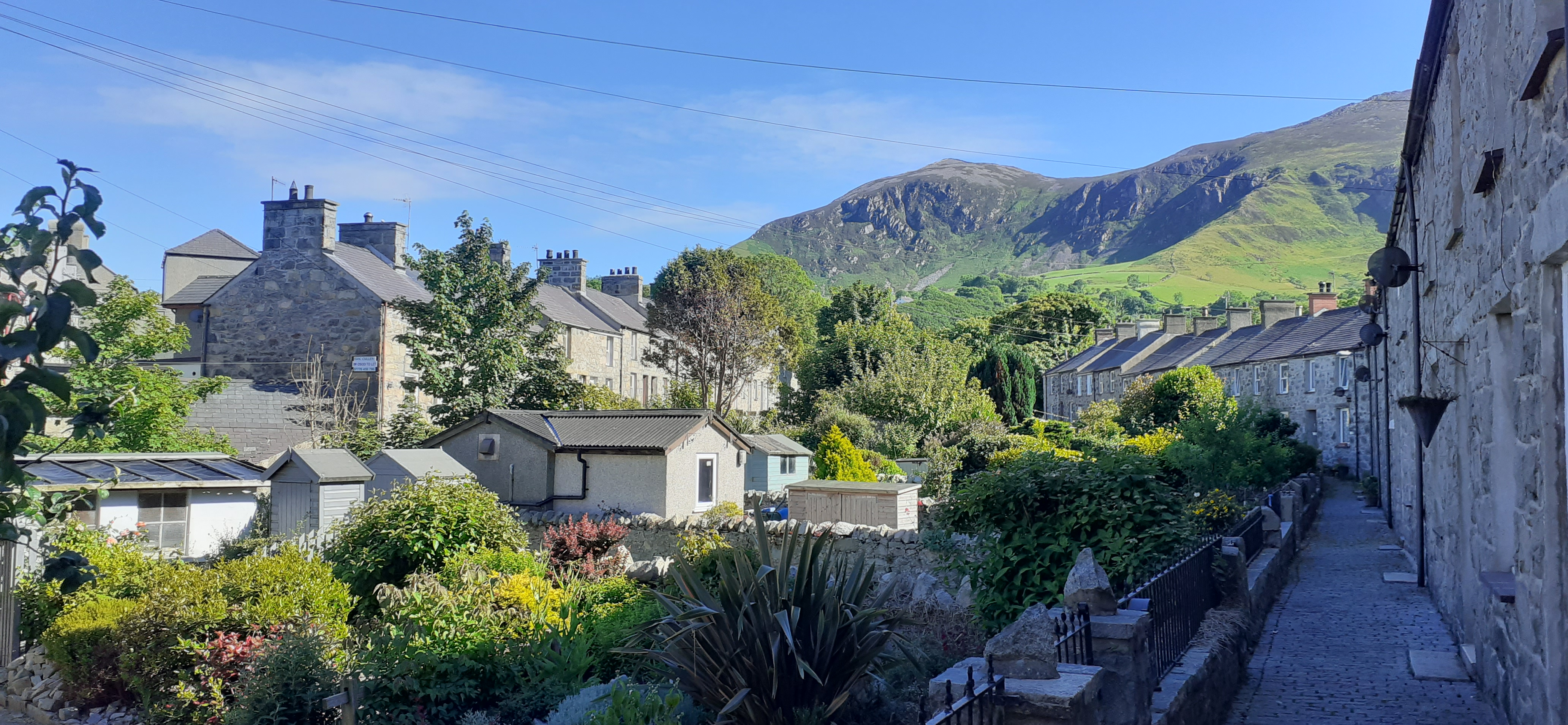
Stryd Galch i Trefor Gwynedd.

Trefor är en liten by på den norra kusten av halvön Lleyn i grevskapet Gwynedd i norra Wales. Namnet är kymriskt och uttalas "Trevor". Byn har en mindre hamn och en liten sandstrand, och marken bakom är uppbyggd av lera med stenblock i, en typ av mark som skapats under den sista istiden och som långsamt eroderas av havet. 
Strax bakom byn reser sig berget Yr Eifl. Där finns ett stenbrott, Trefor granite quarry eller Yr Eifl quarry, som öppnades 1850. En smalspråkig industrijärnväg, Trefor Quarry railway, öppnade 1865 och hade även ett kort sidospår in till samhället. Järnvägen ersattes dock alltmer av vägtransporter, och stängdes slutligen år 1960. Granit från detta stenbrott benämns ibland också trefor och används till curlingstenar.